# Albert Estopinal
Albert Estopinal, född 30 januari 1845 i Saint Bernard Parish, Louisiana, död 28 april 1919 i New Orleans, Louisiana, var en amerikansk demokratisk politiker och plantageägare. Han var Louisianas viceguvernör 1900–1904 och ledamot av USA:s representanthus från 1908 fram till sin död.
Estopinal tjänstgjorde i amerikanska inbördeskriget som sergeant i Amerikas konfedererade staters armé. Största delen av sitt liv tillbringade han på sin plantage nära New Orleans. Han var sheriff i Saint Bernard Parish 1872–1876. Innan han år 1900 tillträdde som viceguvernör hade han erfarenhet från båda kamrarna av Louisianas lagstiftande församling. Estopinal efterträddes 1904 som viceguvernör av Jared Y. Sanders. Kongressledamot Adolph Meyer avled 1908 i ämbetet och efterträddes av Estopinal. År 1919 avled Estopinal sedan själv i ämbetet och gravsattes på St. Louis Cemetery No. 3 i New Orleans. I hyllningstalen till Estopinals minne titulerades han "general" trots att hans egentliga militära rang hade varit sergeant. Kollegan James Benjamin Aswell inledde sitt tal med "General Albert Estopinal's life should be an inspiration to young men everywhere." ("General Albert Estopinals liv borde vara en inspiration till unga män överallt.")